# Andris Smirnovs
Andris Smirnovs (6 de fevereiro de 1990) é um ciclista profissional letão que corre na equipa letã Rietumu-Delfin depois de ter corrido uns meses no belga do Doltcini-Flanders. Passou a profissionais em 2012 depois de destacar em 2011 em várias provas profissionais da Europa central ganhando o Central European Tour Budapeste G. P. e o Kernen Omloop Echt-Susteren entre outros bons resultados.

## Palmarés
- 2011 (como amador)
  - Central European Tour Budapeste G. P.
  - Kernen Omloop Echt-Susteren

- 2012
  - Challenges Marche Verte-G. P. Oued Eddahab

- 2013
  - 1 etapa do Baltic Chain Tour

- 2015
  - 3.º no Campeonato da Letónia em Estrada

## Equipas
- Rietumu-Delfin (2012)
- Doltcini-Flanders (2013)[2]
- Rietumu-Delfin (2013[3]-2015)
- Alpha Baltic-maratoni.lv (2016)